# Ernestyna Winnicka
Pour les articles homonymes, voir Ernestyna et Winnicka.
Ernestyna Winnicka, née à Żary le 27 janvier 1952, est une actrice polonaise,.

## Filmographie
- 1976 : Tredowata la jeune dame
- 1978 : Pasja : la femme de Wolski
- 1981 : Czule miejsca la femme à la fenêtre
- 1982 : Alicja : la belle dame
- 1982 : Austeria : la femme de Tzaddik
- 1984 : Wedle wyroków twoich...
- 1984 : Nie bylo slonca tej wiosny (pl) : Chaja
- 1984 : Kartka z podrózy : la fille dans le rêve de Jakub
- 1984 : Idol : la femme à la télévision
- 1985 : War and Love
- 1985 : Idol : la femme à la télévision
- 1986 : Zmiennicy (série télévisée) : la fiancée de Docent
- 1988 : And the Violins Stopped Playing : la mère de Zoya
- 1990 : Sceny nocne (téléfilm)
- 1998 : Taekwondo : la mère du garçon attendant la leçon de Taekwondo
- 1999 : Czulosc i klamstwa (pl) (série télévisée) : Ernestyna Lipnicka, la psychologue
- 2004 : Psie serce (série télévisée) : la réceptionniste
- 2005 : Lawstorant
- 2005 : Ninas resa : tante Syd
- 2015 : Na dobre i na zle (série télévisée) : Jadzia
- 2017 : Picture of Beauty : la marieuse